# Arachnis
Arachnis – rodzaj roślin z rodziny storczykowatych (Orchidaceae). Obejmuje 16 gatunków. Występują w Azji południowo-wschodniej w takich krajach i regionach jak: Asam, Borneo, Kambodża, południowo-wschodnie Chiny, wschodnie Himalaje, Hajnan, Jawa, Laos, Małe Wyspy Sundajskie, Malezja, Moluki, Mjanma, Nepal, Filipiny, Sumatra, Tajwan, Tajlandia, Tybet, Wietnam. Rodzaj uważany jest za wymarły na Riukiu. Są to epifity lub litofity rosnące na drzewach lub gałęziach, wśród liści przy strumieniach lub na wapieniach. Niektóre gatunki rosną w dużych skupiskach. Rosną na wysokościach do 2000 m n.p.m.

## Morfologia
PokrójPędy rozgałęzione, często do kilku metrów długości, płożące się, ulistnione na całej długości.
LiścieLiście dwurzędowe, podłużne lub stopniowo zwężające się ku wierzchołkowi, na szczycie wycięte, skórzaste, o nasadzie pochwiastej.
KwiatyKwiatostan boczny, często rozgałęziony, wznoszący się lub zwisający, kilku- lub wielokwiatowy. Kwiaty odwrócone, często okazałe, zwykle szeroko otwarte i pachnące. Listki okwiatu wolne i rozpostarte, podobne do siebie w obu okółkach, jajowate do równowąskich, zwykle rozszerzają się bliżej końców. Warżka trójklapowa, ruchoma, przyczepiona do niepozornej stopy prętosłupa pasmem tkanki, o nasadzie woreczkowato rozdętej lub z ostrogą. Środkowa klapa z wypiętrzonym grzbietem lub naroślą. Cztery pyłkowiny skupione w pary, przy czym w parach różnią się wielkością, woskowate, z szerokim uczepkiem i tarczką szeroko jajowatą lub siodłowatą.
OwoceWalcowate torebki.

## Systematyka
Rodzaj sklasyfikowany do podplemienia Aeridinae w plemieniu Vandeae, podrodzina epidendronowe (Epidendroideae), rodzina storczykowate (Orchidaceae), rząd szparagowce (Asparagales) w obrębie roślin jednoliściennych.
Wykaz gatunków
- Arachnis annamensis (Rolfe) J.J.Sm.
- Arachnis bella (Rchb.f.) J.J.Sm.
- Arachnis bouffordii Ormerod
- Arachnis calcarata Holttum
- Arachnis cathcartii (Lindl.) J.J.Sm.
- Arachnis clarkei (Rchb.f.) J.J.Sm.
- Arachnis flos-aeris (L.) Rchb.f.
- Arachnis grandisepala J.J.Wood
- Arachnis hookeriana (Rchb.f.) Rchb.f.
- Arachnis labrosa (Lindl. & Paxton) Rchb.f.
- Arachnis limax Seidenf.
- Arachnis longisepala (J.J.Wood) Shim & A.Lamb
- Arachnis senapatiana (Phukan & A.A.Mao) Kocyan & Schuit.
- Arachnis seramensis (Ormerod) R.Rice
- Arachnis siamensis (Schltr.) Tang & F.T.Wang
- Arachnis sulingi (Blume) Rchb.f.

Wykaz hybryd
- Arachnis × maingayi (Hook.f.) Schltr.